# Ophiopogon jiangchengensis
Ophiopogon jiangchengensis là một loài thực vật có hoa trong họ Măng tây. Loài này được Y.Y.Qian mô tả khoa học đầu tiên năm 1991.